# Robert D. Fraser
Robert Douglas Fraser (* 9. April 1920 in Oakland, Kalifornien; † 5. August 2000 in Penngrove, Kalifornien) war ein US-amerikanischer Immobilien-Projektentwickler. 
Mit dem von ihm produzierten Dokumentarfilm Rebel in Paradise war er bei der Oscarverleihung 1961 für einen Oscar nominiert.

## Leben
Robert D. Fraser wurde 1920 als eines von drei Kindern des Ehepaares Lovett Kenzie Fraser (1880–1969) und Birdeen Freeman Fraser (1878–1969) geboren. Anfang der 1930er Jahre lebte die Familie in Albany, wo Frasers Vater als Staatsanwalt wirkte.
Sein Jura-Studium an der School of Law der University of California, Berkeley finanzierte er aus einem Pokergewinn über 20.000 US-Dollar. Während des Zweiten Weltkriegs war Robert D. Fraser als Fluglehrer in der Armee tätig. Danach arbeitete er als Anwalt, gründete das Kaufhaus Fraser′s of Berkeley und erwarb später eine kleine Bank. Später stieg er ins Immobilien-Geschäft ein und entwickelte Projekte unter anderem auf Hawaii und im südpazifischen Raum. 1956 nahm er an einem Yachtrennen von Los Angeles nach Tahiti teil und lebte dann für einige Zeit auf der Insel, wo er kleinere Filmprojekte umgesetzt haben soll.
Der von Robert D. Fraser produzierte Dokumentarfilm Rebel in Paradise über den Künstler Paul Gauguin war bei der Oscarverleihung 1961 als Bester Dokumentarfilm nominiert.
Fraser starb am 5. August 2000 nach langer Krankheit im Sonoma County Home im kalifornischen Penngrove.

## Filmografie
- 1960: Rebel in Paradise (Dokumentarfilm)